# Donis
Donis – litewski projekt muzyczny z Kłajpedy, założony przez Donatasa Bielkauskasa (członek duetu Wejdas), wykonujący ambient, post-folk i neofolk z towarzyszącymi muzykami.

## Historia
W latach 1995–1996 zespół Wejdas na krótko zawiesił działalność, obydwaj członkowie pracowali nad własnymi projektami muzycznymi. Donatas Bielkausas powrócił do Wejdas, nie zrezygnował jednakże z projektu Donis. Efektem pracy z litewskimi muzykami była płyta demo „Deinaina”, wydana w 1998, a później także albumy muzyczne.
Oprócz tego Donis jest stałym gościem festiwalu Mėnuo Juodaragis.

## Dyskografia
- 2010 – Kas Tave Šaukia...
- 2007 – Alexandreia
- 2006 – Bite lingo
- 2004 – Vacuum
- 2003 – Donis su Kūlgrinda „Sotvaras”
- 2003 – Švilpiai
- 2002 – Baltos Juodos Klajos
- 1998 – Deinaina